# Беломорска област
Беломорската област е административна област на България, съществувала между май 1941 и 1944 година върху анексираните в хода на Втората световна война територии в Западна Тракия и източната част на Егейска Македония.
Административен център е град Ксанти, като областта се разделя на 8 околии: Гюмюрджинска, Дедеагачка, Демирхисарска, Кавалска, Ксантийска, Тасоска, Правищенска, Саръшабанска и Сярска.
В първите месеци от съществуването на областта неин управител е Илия Кожухаров. След него изпълняващ длъжността е Христо Герджиков, а от началото на 1942 година началник е Стефан Клечков.

## Вижте още
- Драмско въстание